# 포천고등학교
포천고등학교(抱川高等學校)는 대한민국 경기도 포천시 신읍동에 있는 공립 고등학교이다.

## 학교 연혁
- 1971년 1월 9일 : 포천여중·고 설립인가(중 4, 고 6학급)
- 1971년 3월 8일 : 개교, 초대 지석태 교장 취임
- 1980년 11월 4일 : 중, 고 분리, 18학급 증설 인가(보통과 9, 상과 9)
- 1984년 3월 1일 : 교명변경(포천고등학교), 학과 개편(보통과 21학급)
- 2001년 3월 1일 : 포천여중 분사(신축으로 신북면으로 이전)
- 2017년 3월 1일 : 소프트웨어 중점반 개설
- 2019년 3월 1일 : 학급 감축(보통과 30학급)
- 2024년 1월 5일 : 제51회 186명 졸업(총 15,900명)
- 2024년 3월 1일 : 제19대 임민택 교장 취임
- 2024년 3월 4일 : 203명 입학(보통과 8학급, 소프트웨어집중과정 1학급)

## 참고 자료
- 포천고등학교 - 한국교육학술정보원 학교알리미